# Waupaca (condado de Waupaca, Wisconsin)
Waupaca es un pueblo ubicado en el condado de Waupaca en el estado estadounidense de Wisconsin. En el Censo de 2010 tenía una población de 1173 habitantes y una densidad poblacional de 15,32 personas por km².

## Geografía
Waupaca se encuentra ubicado en las coordenadas 44°22′56″N 89°1′55″O / 44.38222, -89.03194. Según la Oficina del Censo de los Estados Unidos, Waupaca tiene una superficie total de 76.59 km², de la cual 75.42 km² corresponden a tierra firme y (1.52%) 1.16 km² es agua.

## Demografía
Según el censo de 2010, había 1173 personas residiendo en Waupaca. La densidad de población era de 15,32 hab./km². De los 1173 habitantes, Waupaca estaba compuesto por el 98.04% blancos, el 0.26% eran afroamericanos, el 0.6% eran amerindios, el 0.26% eran asiáticos, el 0% eran isleños del Pacífico, el 0.09% eran de otras razas y el 0.77% pertenecían a dos o más razas. Del total de la población el 1.45% eran hispanos o latinos de cualquier raza.